# Tenhi
Tenhi – fiński zespół grający muzykę darkfolk. Nazwa zespołu w języku starofińskim oznacza mądrego starca lub jasnowidza.
Muzyka grana przez zespół jest mroczna i minimalistyczna. Podczas gdy sekcja rytmiczna gra raczej w rockowym stylu, wokal i sekcja melodyczna są pod dużym wpływem muzyki folkowej. Zespół używa wielu instrumentów rzadko spotykanych w muzyce rockowej, takich jak drumla, didgeridoo czy udu. Teksty utworów pisane są w języku fińskim.

## Historia zespołu
Pierwsze utwory grane przez zespół napisał pod koniec 1996 r. Tyko Saarikko, wkrótce dołączył do niego Ilkka Salmainen. W 1997 r. nagrali pierwszą kasetę demo: Kertomuksia, którą zainteresowała się niemiecka wytwórnia Prophecy Productions, podpisując ostatecznie z zespołem kontrakt na cztery albumy.
Wiosną 1998 r. do grupy dołączył Ilmari Issakainen, z którym zespół nagrał singel Hallavedet. W 1999 r., podczas pisania materiału na płytę Kauan do grupy dołączyła skrzypaczka Eleonora Lundell. Po nagraniu Airut:Ciwi do grupy dołączyła flecistka Janina Lehto, skrzypaczka Inka Eerola (Eleonora Lundell od tej pory gra na altówce), oraz basistka Jaakko Hilppö i gitarzysta Tuukka Tolvanen (obaj z drugiego zespołu Ilmari Issakainena, Mother depth). Pod koniec 2000 r. grupa zaczęła pracę nad kolejnym albumem, Väre, wydanym jesienią 2002 r.

## Skład

### Trzon zespołu
- Tyko Saarikko - śpiew, pianino, fisharmonia, instrumenty klawiszowe, gitara, instrumenty perkusyjne, didgeridoo, harmonijka ustna, udu
- Ilmari Issakainen - perkusja, instrumenty perkusyjne, fortepian, gitara, gitara basowa, śpiew
- Ilkka Salminen - śpiew, gitara, gitara basowa, fisharmonia, instrumenty perkusyjne

"Trzon zespołu" tworzy cały materiał jak również oprawę graficzną albumów.

### Dodatkowi/sesyjni członkowie
- Inka Eerola - skrzypce
- Janina Lehto - flet
- Jaakko Hilppö - śpiew, gitara basowa (koncerty)
- Tuukka Tolvanen - śpiew, gitara (koncerty)
- Eleonora Lundell - skrzypce, altówka (1998–2001)
- Veera Partanen - flet (1999–2000)
- Kirsikka Wiik - wiolonczela (album Väre)

## Dyskografia

### Albumy studyjne
- Kauan (1999)
- Väre (2002)
- Maaäet (2006)
- Airut:aamujen (2006, reedycja albumu wydanego w 2004 roku pod szyldem Harmaa)
- Folk Aesthetic 1996-2006 (2007, box-set)
- Saivo (2011)

### Inne
- Kertomuksia (1997, kaseta demo)
- Hallavedet (1998, singel)
- Airut:Ciwi (2000, minialbum)